# Dzagam
Dzagam (ryska: Дзегам) är en ort i Azerbajdzjan.   Den ligger i distriktet Şəmkir Rayonu, i den västra delen av landet, 300 km väster om huvudstaden Baku. Dzagam ligger 357 meter över havet och antalet invånare är 7 442.
Terrängen runt Dzagam är platt norrut, men söderut är den kuperad. Runt Dzagam är det ganska tätbefolkat, med 108 invånare per kvadratkilometer.. Närmaste större samhälle är Shamkhor, 13,8 km sydost om Dzagam.
Trakten runt Dzagam består till största delen av jordbruksmark.